# Friedrich Gottlieb Dietrich

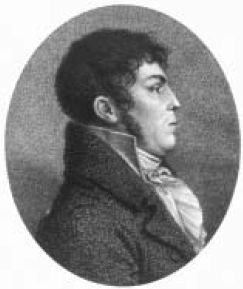
Friedrich Gottlieb Dietrich

Friedrich Gottlieb Dietrich, [nach anderen Angaben Johann Christian Gottlieb Dietrich] (* 9. März 1765 [nach anderen Angaben 1768] in Ziegenhain; † 2. Januar 1850 in Eisenach) war ein deutscher Botaniker, Gartengestalter und Autor botanischer sowie gartenbaulicher Bücher. Sein offizielles botanisches Autorenkürzel lautet „F.Dietr.“ Er war der Enkel des Botanikers Adam Dietrich. Der Botaniker und Kupferstecher Johann David Nikolaus Dietrich (= David Nathanael Friedrich Dietrich = Friedrich David Dietrich; 1799/1800–1888), Kustos am Universitäts-Herbarium Jena, dem heutigen Herbarium Haussknecht, war sein Neffe.

## Leben
Dietrich begann eine Lehre als Hofgärtner in Weimar. Auf einer botanischen Expedition in Jena lernte er Johann Wolfgang von Goethe kennen. 1785 begleitete er Goethe auf dessen Reise ins tschechische Karlsbad und Fichtelgebirge. Goethe ermöglichte ihm den Besuch des Gymnasiums und unterstützte mit Hilfe von Herzog Karl August von Weimar die grundlegende botanikwissenschaftliche Ausbildung in Jena. Zudem ermöglichten seine Mäzene Reisen nach Kew und Chelsea.
Von 1782 bis 1801 war Johann Dietrich herzoglicher Gärtner in Weimar. 1794 wurde er Hofgärtner und versorgte Goethe mit Pflanzen für dessen botanische Studien und arbeitete an Goethes Werk „Metamorphose der Pflanzen“ (1790) mit.
1801 wurde er Gartendirektor in Wilhelmsthal, 1802 Direktor des Kartausgartens in Eisenach. Diesen um 1790 vom Hofgärtner Johann Georg Sckell angelegten Landschaftsgarten wandelte Dietrich in einen botanischen Garten um, in dem er mit in den Alpen gesammelten Samen einen der frühesten deutschen Alpengärten (Alpinum) zunächst in Töpfen, dann in Felsen anlegte. Er erteilte Unterricht in Botanik und leitete Exkursionen ins Umland. Von 1802 bis 1840 verfasste er ein Vollständiges Lexikon der Gärtnerei und Botanik.
Anschließend gestaltete er den herzoglichen botanischen Garten Wilhelmsthal in der Nähe von Eisenach in Thüringen. 1845 wurde er Direktor der herzoglichen botanischen Gärten in Eisenach und Wilhelmstal.
Er erlangte den Titel des Großherzoglichen Rats, wurde zum Dr. phil. promoviert, um anschließend zum Professor der Botanik ernannt zu werden. Er war Mitglied der Regensburgischen Botanischen Gesellschaft, der Gesellschaft Naturforschender Freunde zu Berlin und der Leipziger Ökonomischen Sozietät.
Der „International Plant Names Index“ (IPNI) listet 220 Pflanzenarten, darunter 56 Storchschnabel-Arten mit seinem Autorenkürzel, die er also erstmals beschrieben oder umgestellt hat.

## Werke

### Gärten und Parks
- Garten Wilhelmstal bei Eisenach

### Schriften
- Vollstaendiges Lexicon der Gaertnerei und Botanik: oder alphabetische Beschreibung vom Bau, Wartung und Nutzen aller in- und ausländischen, oekonomischen, officinellen und zur Zierde dienenden Gewaechse, Weimar: Gaedicke (ab Bd. 6: Berlin: Gaedicke), zahlreiche Bände (mit Nachtragsbänden): 1. Aufl. 1802–10, 10 Bände; 2. Aufl. 1820–21; Nachträge, 10 Bde., 1815–21; neuer Nachtrag, 10 Bde., Ulm 1825–40. Band 3 auch u.d.T. Gemeinnütziges Handbuch für Gärtner und Gartenfreunde.
- Hand-Lexicon der Gärtnerei und Botanik, 2 Bände, Berlin, 1829.
- Ökonomisch-botanisches Gartenjournal, 6 Bände, Eisenach, 1795–1804.
- Der Wintergärtner, oder Anweisung die beliebtesten Modeblumen und ökonomischen Gewächse, ohne Treibhäuser und Mistbeete, in Zimmern, Kellern und andern Behältern zu überwintern, oder für den offenen Garten vorzubereiten. Nach eigenen Erfahrungen bearbeitet, Weimar: o. Dr., 1. Aufl. 1801, mehrere weitere Auflagen, teils zweibändig mit Kupferstichen bebildert.
- Handbuch der botanischen Lustgärtnerei, oder Anleitung zur Kultur der Pflanzen überhaupt, und der zweckmäßigen Bauart der Gewächshäuser, Behälter und Treibbete insbesondere; ..., Hamburg: Campe, Band 1: 1826, Bd. 2: Der praktische Gartenbau, 1828.
- Die Wunder der Pflanzenwelt oder Beobachtung und Schilderung der wunderbaren formellen Erscheinungen im vegetabilischen Reiche, Ulm: Ebner, 1844.
- Die Herbst- und Winterflora, Ulm, 1843.
- Der Wintergärtner: oder Anweisung die beliebtesten Modeblumen und ökonomischen Gewächse, ohne Treibhäuser und Mistbeete, in Zimmern, Kellern und anderen Behältern zu überwintern, oder für den offenen Garten vorzubereiten: nach eigenen Erfahrungen bearbeitet, 1. Aufl. Weimar: Gädicke, 1801; 2. Aufl. Weimar: Gädicke, 1802; 3. veränd. Aufl. Berlin: Gädicke, 1808[-1809]; 4. Aufl. Berlin, 1818; teilweise unter Beigabe verschiedener gartenbaulicher Schriften anderer Autoren.
- Der Sommergärtner, Ulm 1841.
- Beschreibung der Herzoglichen Gärten in und um Eisenach, 1. Aufl. Eisenach: Wittekindt, 1806; 2. Aufl. u.d.T. Beschreibung der vorzüglichen Gärten in und bey Eisenach, Eisenach, 1808; 3. erw. Aufl. u.d.T. Beschreibung der vorzueglichen Gaerten in und bey Eisenach und ihrer schoenen Gegend; nebst einem Verzeichniß der im Herzoglichen Carthausgarten zu Eisenach vorraethigen Pflanzen, Eisenach: Wittekind, 1811.
- Der Apotheker-Garten, oder Anweisung für deutsche Gartenbesitzer, mehrere in den Apotheken brauchbare in- und ausländische Gewächse zu erziehen und dadurch die Garten-Einkünfte zu vermehren, Weimar: Gädicke, 1802.
- Die Gemüse- und Früchtspeisenwärterin: oder Anweisung alle Arten von grünen u. trockenen Gartengewächsen lange Zeit aufzuheben ...; ein Buch für jede ökonomische Hausmutter; hrsg. von einem practischen Gärtner, 1. Aufl. Weimar, 1800; 2. verm. u. verb. Aufl., Weimar: Gädicke, 1802.
- Die Linneischen Geranien für Botaniker und Blumenliebhaber: durchaus neu und nach der Natur abgebildet und nach sorgfältigen Beobachtungen beschrieben, Weimar: Gädicke, 1801–1803
- Darstellung vorzüglicher Zierpflanzen, welche zu den beliebtesten Modeblumen gezählt werden, für Botaniker und Blumenliebhaber, nach der Natur abgebildet u. nach sorgfältigen Beobachtungen beschrieben, Weimar: Gädicke, 1803.
- Ästhetische Pflanzenkunde, Berlin, 1812.
- Die Weimarische Flora oder Verzeichniß der im herzoglichen Park in Weimar befindlichen Bäume, Sträucher und Stauden, Eisenach, 1800.
- Moriz Balthasar Borckhausen: Botanisches Wörterbuch oder Versuch einer Erklärung der vornehmsten Begriffe und Kunstwörter in der Botanik; mit Zusätzen und Berichtigungen vermehrt von Friedrich Gottlieb Dietrich, Gießen: Heyer, 1816.
- In Goethes Nachlass existiert ein Pflanzenverzeichnis mit Vermerk von dessen Hand: „Verzeichniß der Pflanzen und Samen welche der Gärtner Dietrich zu überlassen erbötig ist“ vom 27. September 1817 (Signatur des Goethe- und Schiller-Archivs: 26/LXII,Ss).

## Ehrungen
Nach Dietrich die Gattung Dietrichia Tratt. aus der Familie der Dickblattgewächse (Crassulaceae).